# Ренато Пилипович
Ренато Пилипович (хорв. Renato Pilipović, нар. 14 січня 1977, Річка) — хорватський футболіст, що грав на позиції півзахисника.
Виступав, зокрема, за клуби «Рієка», «Динамо» (Загреб) та «Кроація Сесвете», а також національну збірну Хорватії.
Чемпіон Хорватії. Дворазовий володар Кубка Хорватії.

## Клубна кар'єра
У дорослому футболі дебютував 1995 року виступами за команду «Рієка», в якій провів чотири сезони, взявши участь у 74 матчах чемпіонату. 
Своєю грою за цю команду привернув увагу представників тренерського штабу клубу «Динамо» (Загреб), до складу якого приєднався 1999 року. Відіграв за «динамівців» наступні три сезони своєї ігрової кар'єри. За цей час виборов титул чемпіона Хорватії, ставав володарем Кубка Хорватії (двічі).
Згодом з 2002 по 2005 рік грав у складі команд «Каринтія», «Загреб» та «Істра 1961».
У 2006 році перейшов до клубу «Кроація Сесвете», за який відіграв 4 сезони. Більшість часу, проведеного у складі «Кроація Сесвете», був основним гравцем команди. Завершив професійну кар'єру футболіста виступами за команду «Кроація Сесвете» у 2010 році.

## Виступи за збірні
У 1994 році дебютував у складі юнацької збірної Хорватії (U-17), загалом на юнацькому рівні взяв участь у 1 іграх.
Протягом 1997–2000 років залучався до складу молодіжної збірної Хорватії. На молодіжному рівні зіграв у 14 офіційних матчах, забив 3 голи.
У 1999 році дебютував в офіційних матчах у складі національної збірної Хорватії.
Загалом протягом кар'єри в національній команді, яка тривала 1 рік, провів у її формі 1 матч.
| Дата      | Місто | Господарі | Результат | Гості   | Турнір           | Голи | Примітки |
| --------- | ----- | --------- | --------- | ------- | ---------------- | ---- | -------- |
| 16-6-1999 | Сеул  | Хорватія  | 2 – 1     | Мексика | товариський матч | -    | 65'      |
| Усього    |       | Матчів    | 1         |         | Голів            | 0    |          |

## Титули і досягнення
- Чемпіон Хорватії (1):

«Динамо» (Загреб): 1999-2000
- Володар Кубка Хорватії (2):

«Динамо» (Загреб): 2000-2001, 2001-2002